# Maniltoa basifoliola
Maniltoa basifoliola är en ärtväxtart som beskrevs av Bernard Verdcourt. Maniltoa basifoliola ingår i släktet Maniltoa och familjen ärtväxter. Inga underarter finns listade i Catalogue of Life.